# Діана Назарова
Діана Назарова (ісп. Diana Nazarova, 2 червня 2000) — казахстанська плавчиня.
Учасниця Олімпійських Ігор 2020 року, де в попередніх запливах на дистанції 100 метрів на спині посіла 40-ве місце і не потрапила до півфіналів.